# Малхасян, Левон Паруйрович
Левон Паруйрович Малхасян (арм. Լևոն Մալխասյան; род. 1 января 1945, Ереван) — армянский джазовый музыкант. Народный артист Республики Армения (2013).

## Биография

### Детство и юность
Левон Малхасян родился в 1945 году в Ереване. Его отец Паруйр работал директором листопрокатного завода, а мать Нина — учительницей русского языка. Брат Роберт Малхасян (1935—1955), сестра Евгения Малхасян (1937—2017). До четвёртого класса учился в школе № 71, затем перешёл в школу № 8 им. Пушкина (1952—1962 годы)
Впервые Левон начал играть на пианино в пятнадцать лет и уже в старших классах аккомпанировал певцам. С 1962 по 1967 годы учился в Институте иностранных языков им. В. Брюсова по специальности «Русский язык и литература».
В 1964 году Левон Малхасян женился на Нине Тер-Газарян, пятикратной чемпионке Армении по плаванию и известном враче-рентгенологе. Их дочь — Ирина Малхасян, композитор и певица, преподаёт в Ереванской государственной консерватории им. Комитаса.

### Советский период
В 1963 году вместе с барабанщиком Арменом Тутунджяном и контрабасистом Артуром Абрамяном Малхасян создал джаз-бэнд «Трио Левона Малхасяна» при Институте языков. Это первый в Ереване малый джазовый состав, выступавший в Союзе композиторов, филармонии и других концертных залах. Чуть позже к музыкантам присоединился саксофонист Александр Захарян, и трио стало квартетом. В 1968 году квартет завоевал I место на Джазовом фестивале в Ереване. В 1970 году квартет получил Гран-при на Всесоюзном фестивале в Куйбышеве, а также приз «Лучшая армянская обработка». Кроме того, Левон Малхасян разделил звание «Лучший пианист» с исполнителем из Украины, а музыканты квартета стали победителями в номинациях «Лучший барабанщик» и «Лучший саксофонист». В 1972 году на Всесоюзном фестивале в Ярославле квартет вновь занял I место и завоевал звание лучших во всех номинациях. Также лучшей была признана программа, составленная из шараканов VII века в джазовой обработке, а сюита на тему древних церковных песнопений удостоилась главного приза. Квартет Малхасяна был участником множества различных фестивалей в Тбилиси, Донецке, Москве и других городах СССР.
С 1964 по 1980 годы Левон Малхасян выступал в ресторанах «Ахтамар» на Севане, «Двин», отеля «Ани Интурист». С 1973 по 1980 годы Малхасян играл в составе ансамблей «Крунк» («Журавль»), «Циацан» (Радуга), «Серпантин», «КМО» (Комитет молодёжных организаций). В составе «Крунк» вместе с Акселем Бакунцем они гастролировали по всему СССР. В 1980 году Левон Малхасян являлся директором детской филармонии Эстетического центра Генриха Игитяна, где и создал первый джаз-центр при  Центре . Здесь собирались почти все джазмены тех лет. В 1985 году в Большом зале филармонии в Ереване Малхасян организовал первый трёхдневный Всесоюзный джазовый фестиваль, в котором приняли участие музыканты из 14 городов Советского Союза. В 1986 году джазмен организовал конкурс-фестиваль «Джазовая панорама», на который съехались музыканты из всего СССР, а также выступил биг-бэнд под руководством Константина Орбеляна.

### Постсоветский период
В 1996 году ассоциация «Нушикян» предложила Левону Малхасяну выступать в кафе «Арагаст» («Поплавок»). Через три дня он пригласил Акселя Бакунца, а затем — квинтет Армена Уснунца, Хачатура Саакяна, Ваагна Айрапетяна. Таким образом, Малхасян реанимировал «Поплавок» и превратил его в джаз-клуб. Тогда же он возобновил организацию джазовых фестивалей. В 1998 году в Национальном академическом театре оперы и балета имени Спендиарова выступили ветераны джаза из Нового Орлеана и бэнды из разных стран СНГ.
В 2000 году Левон Малхасян организовал в Большом зале филармонии трёхдневный джазовый фестиваль, в котором принял участие Чик Кориа. В 2006 году в Ереване прошёл III Международный джазовый фестиваль, на котором выступили известнейшие джазовые музыканты и бэнды, в том числе Earth, Wind and Fire. В 2008 году вместе с компанией «Шарм» Левон Малхасян организовал серию джазовых концертов, посвящённых 70-летию армянского джаза. В рамках фестиваля, продлившегося год, каждый месяц в Ереване выступали мировые звезды — Эл Джерро, Джордж Бенсон, группа «Шакатак», Джо Кокер, Георгий Гаранян, Тома Коташвили, Дато Джапаридзе и другие. В том же году отмечалось 80-летие Константина Орбеляна.

## Награды
| Год  | Награда                                                                                        |
| ---- | ---------------------------------------------------------------------------------------------- |
| 1999 | Медаль Мовсеса Хоренаци Республики Армения                                                     |
| 2003 | Почётный гражданин Еревана                                                                     |
| 2007 | Заслуженный деятель искусств Республики Армения                                                |
| 2008 | Орден РФ им. Ломоносова с лентой «За пропаганду и распространение армянского джаза за рубежом» |
| 2010 | Золотая медаль Министерства культуры Республики Армения                                        |
| 2013 | Народный артист Республики Армения                                                             |